# لقنورة صفصافية
لقنورة صفصافية (الاسم العلمي:Lecanora saligna) هي نوع من الفطريات تتبع جنس اللقنورة من الفصيلة اللقنورية.